# Dasyloricaria filamentosa
Este pez se encuentra principalmente en sudamericay fue descubierto por Steindachner en 1878.
.

## Hábitat
Es un pez de agua dulce y de clima tropical.

## Distribución geográfica
Se encuentran en Sudamérica:  cuenca del río Magdalena y, posiblemente, la del río Catatumbo.

## Alimentación
Es principalmente carnívoro.